# Franziskus Berzdorf
Franziskus Berzdorf OSB (* 25. März 1953 in Köln als Karl-Heinz Berzdorf) ist ein deutscher Benediktinermönch und Abtpräses der Beuroner Kongregation.

## Leben
Nachdem Karl-Heinz Berzdorf 1982 in die Abtei Maria Laach in der Eifel eingetreten war, erhielt er dort von Abt Adalbert Kurzeja den Ordensnamen des Hl. Franziskus von Assisi. Am 2. September 1984 legte er in Maria Laach die einfache Profess ab. Nach der Feierlichen Profess und dem Abschluss als Diplom-Theologe 1987 an der Universität Würzburg wurde Franziskus Berzdorf am 2. April 1989 zum Priester geweiht. An der Ludwig-Maximilians-Universität München folgte im Jahr 1994 seine Promotion zum Dr. iur. can., worauf er unter den Abtpräsides Anno Schoenen und Albert Schmidt lange Jahre das Amt des Kongregationssekretärs und Generalprokurators bekleidete. Am 3. Oktober 2017 übertrug Pater Franziskus seine klösterliche Stabilität auf die Erzabtei Beuron.
Das Generalkapitel der Beuroner Kongregation wählte Franziskus Berzdorf am 17. Oktober 2021 in der Nachfolge Albert Schmidts zum Abtpräses der Kongregation. Er erhielt am 19. Oktober 2021 in der Abteikirche Beuron von Erzbischof Stephan Burger die Abtsweihe. Er ist Stiftungsratsvorsitzender der Ruth-Pfau-Stiftung.

## Schriften
- Autonomie und Exemtion der kanonischen Lebensverbände. EOS, Sankt Ottilien 1995, ISBN 3-88096-349-5.
- Benediktinisches Leben heute. In: Peter Schreiner: Die Geschichte der Abtei Brauweiler bei Köln. Verein für Geschichte und Heimatkunde, Pulheim 2001, ²2009, S. 378–386, ISBN 978-3-927765-46-7.
- Necrologivm Congregationis Benedictinae Bevronensis O.S.B. 1863–2018. Bevron 2018. EOS, Sankt Ottilien 2018, ISBN 978-3-8306-7894-6.
- Albvm Heraldicvm Bevronense O.S.B. 1863–2020. Bevron 2020. EOS Sankt Ottilien 2020, ISBN 978-3-8306-7963-9.